# Waleran
Waleran is een bestuurslaag in het regentschap Tuban van de provincie Oost-Java, Indonesië. Waleran telt 4682 inwoners (volkstelling 2010).